# Kitanzini
Kitanzini ist ein Verwaltungsbezirk (englisch Ward) des Distrikts Iringa (MC) in der tansanischen Region Iringa.

## Geografie
Kitanzini liegt im südlichen Hochland von Tansania, es ist der südliche Stadtteil der Regionshauptstadt Iringa. Der Bezirk grenzt im Norden an Makorongoni, im Osten an Gangilonga, im Süden an Ruaha und Kitwiru und im Westen an Mshindo und Mivinjeni. Bei der Volkszählung 2022 lebten 2543 Menschen in 731 Haushalten auf einer Fläche von 0,7 Quadratkilometern.

## Gliederung
Der Bezirk besteht aus neun Stadtteilen (swahili Mtaa):
- Stendi Kuu
- Miyomboni
- Jamat
- Maweni
- Legezamwendo
- Madrasa
- Kitanzini
- Mlimani
- Polisi Line

## Infrastruktur
- Bildung: Die Miyomboni Secondary School ist eine staatliche Tagesschule mit einer Ausbildung bis zur 4. Stufe.[8]
- Gesundheit: Im Bezirk gibt es eine staatliche Apotheke.[9]
- Verkehr: Durch den Bezirk steigt die Nationalstraße T5 vom Kleinen Ruaha nach Norden Richtung Dodoma.